# Retsvæsen
Retsvæsen er fællesbetegnelse for den del af statsmagten, som består af domstolene samt politi og anklagemyndighed.
| Jura | Spire Denne juraartikel er en spire som bør udbygges. Du er velkommen til at hjælpe Wikipedia ved at udvide den. |